# Dungog
Dungog est une petite ville australienne située dans le comté de Dungog, dont elle est le chef-lieu, dans l'État de Nouvelle-Galles du Sud. 

## Géographie
Dungog est située dans la région de l'Hunter, au bord de la rivière Williams, à 220 km au nord de Sydney.
Le village fait partie maintenant de la banlieue de Newcastle.

## Histoire
La région de Dungog était à l'origine habitée par la tribu Guringai du peuple Wonnarua.